# Hieronymus von Erlach

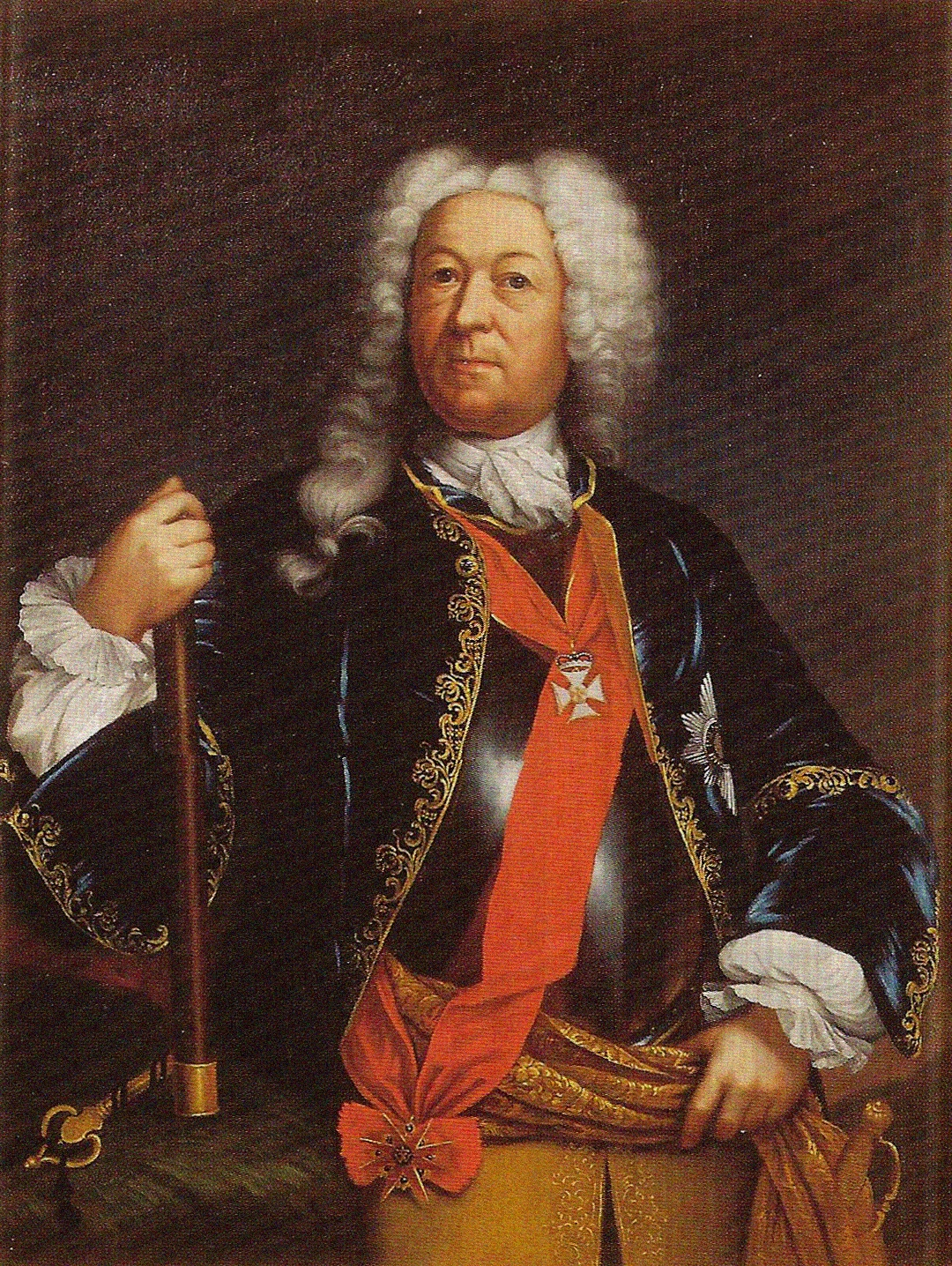
Hieronymus von Erlach, Bildnis von Johann Rudolf Studer (um 1740)

Hieronymus von Erlach, seit 1712 Reichsgraf von Erlach (* 31. März 1667 in Bern; † 28. Februar 1748 in Hindelbank), war ein Berner in österreichischen Diensten, in denen er zum Feldmarschallleutnant aufstieg. Später wurde er Mitglied des Kleinen Rates und schliesslich Schultheiss seiner Heimatstadt Bern.

## Leben
Hieronymus von Erlach trat als junger Mann in die französische Schweizergarde ein. Als Hauptmann im Berner Regiment von Erlach in französischen Diensten heiratete er 1694 die französische Adelige Françoise Trouette de Montrassier nach katholischem Ritus und schwor gleichzeitig dem evangelischen Glauben ab. 1695 verliess er seine Frau und eine inzwischen geborene Tochter. Die Ehe wurde nicht annulliert.
Er kehrte 1695 nach Bern zurück und heiratete die begüterte Patrizierin Anne-Margarete Willading, Tochter des Schultheissen Johann Friedrich Willading. Bei Ausbruch des Spanischen Erbfolgekrieges trat er in österreichische Dienste und befehligte als Oberst ein Regiment der Stadt Bern. Nun erinnerte sich Ludwig XIV. an die französische Ehe des kaiserlichen Obristen. Hieronymus von Erlach wurde 1702 vom französischen Botschafter in Bern vor die Wahl gestellt, Frankreich als «Beobachter» und «Informant» zu dienen oder durch Bekanntgabe seiner ersten Ehe und einen Prozess wegen Bigamie gesellschaftlich ruiniert zu werden. Von 1702 bis 1714 diente er während des Spanischen Erbfolgekrieges in der kaiserlichen Armee am Oberrhein und informierte unter dem Decknamen eines Baron d’Elcin die französischen Befehlshaber über Pläne und Absichten seiner Vorgesetzten. Seine Berichte liefen über die französischen Residenten in der Alten Eidgenossenschaft und trugen wesentlich zu den Erfolgen der Franzosen bei. Dieses Doppelleben wurde erst 1934 allgemein bekannt.
Er war eng befreundet mit dem Prinzen Eugen von Savoyen und war Kommandant bei den Belagerungen von Haguenau und Landau in der Pfalz. Zweimal war er auch Gesandter seiner Heimat in Wien und erwarb in hohem Mass die Gunst der Kaiser Leopold I. und Joseph I. 1712 leistete er der Eidgenossenschaft einen äusserst wichtigen Dienst, indem es ihm gelang, den Kaiser von einer Einmischung in den Zweiten Villmergerkrieg abzuhalten. 1713 diente er erneut in der kaiserlichen Armee, wurde 1715 in Bern Ratsmitglied und kehrte hierher zurück. 1721 wurde er als Schultheiss Oberhaupt der Stadt und Republik Bern.
1713 bis 1715 liess Hieronymus von Erlach das Schloss Thunstetten erbauen, 1720 das Schloss Hindelbank und begann 1745 das Stadtpalais Erlacherhof in Bern.
Einer seiner Söhne, Reichsgraf Albrecht Friedrich von Erlach, stand als Offizier in österreichischen Diensten.

## Auszeichnungen
Herzog Eberhard Ludwig von Württemberg nahm ihn 1708 in den württembergischen Jagdorden auf, Kaiser Joseph I. ernannte ihn 1710 zum Kammerherrn, und Kaiser Karl VI. verlieh ihm 1712 den erblichen Titel eines Reichsgrafen.

## Archive
- Familienarchiv von Erlach (Zweig Hindelbank) im Katalog des Staatsarchivs Bern.
- Nachlass Hieronymus von Erlach im Katalog der Burgerbibliothek Bern
- Streubestände in der Burgerbibliothek Bern